# Jean de Brébeuf
Jean de Brébeuf (Condé-sur-Vire, Normandia, 25 de març de 1593 - llac Huron, 16 de març de 1649) fou un prevere jesuïta francès, missioner al Canadà. Mort màrtir, és venerat com a sant per l'Església catòlica. Nascut a Normandia, fou ordenat sacerdot a Rouen el 25 de març de 1622. En 1625 anà al Canadà amb altres missioners de la Companyia de Jesús. En 1626 s'adreçaren al territori dels indis hurons, amb els quals convisqueren. Hom li atribueix la cançó Iesous Ahatonnia ("Neix Jesús"), coneguda com a Nadala dels hurons, primer escrit conegut en la llengua dels hurons, en 1643. Durant una guerra entre els hurons i els iroquesos, Brébeuf i els seus companys foren morts per aquests, en 1649. És venerat com a sant i màrtir de l'Església catòlica, com un dels Sants Màrtirs del Canadà. Fou beatificat el 1925 per Benet XV i canonitzat el 1930 per Pius XI.

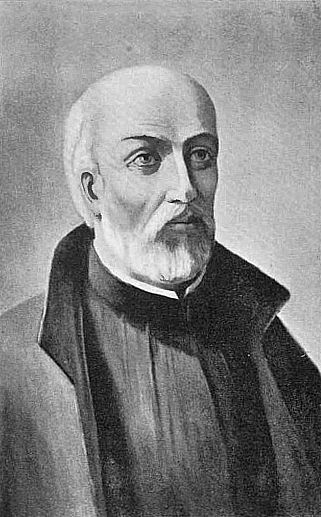
Dibuix del sant
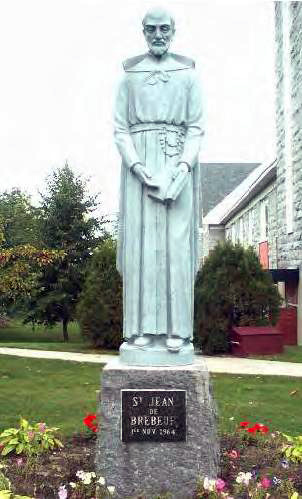
Escultura a Trois-Rivières
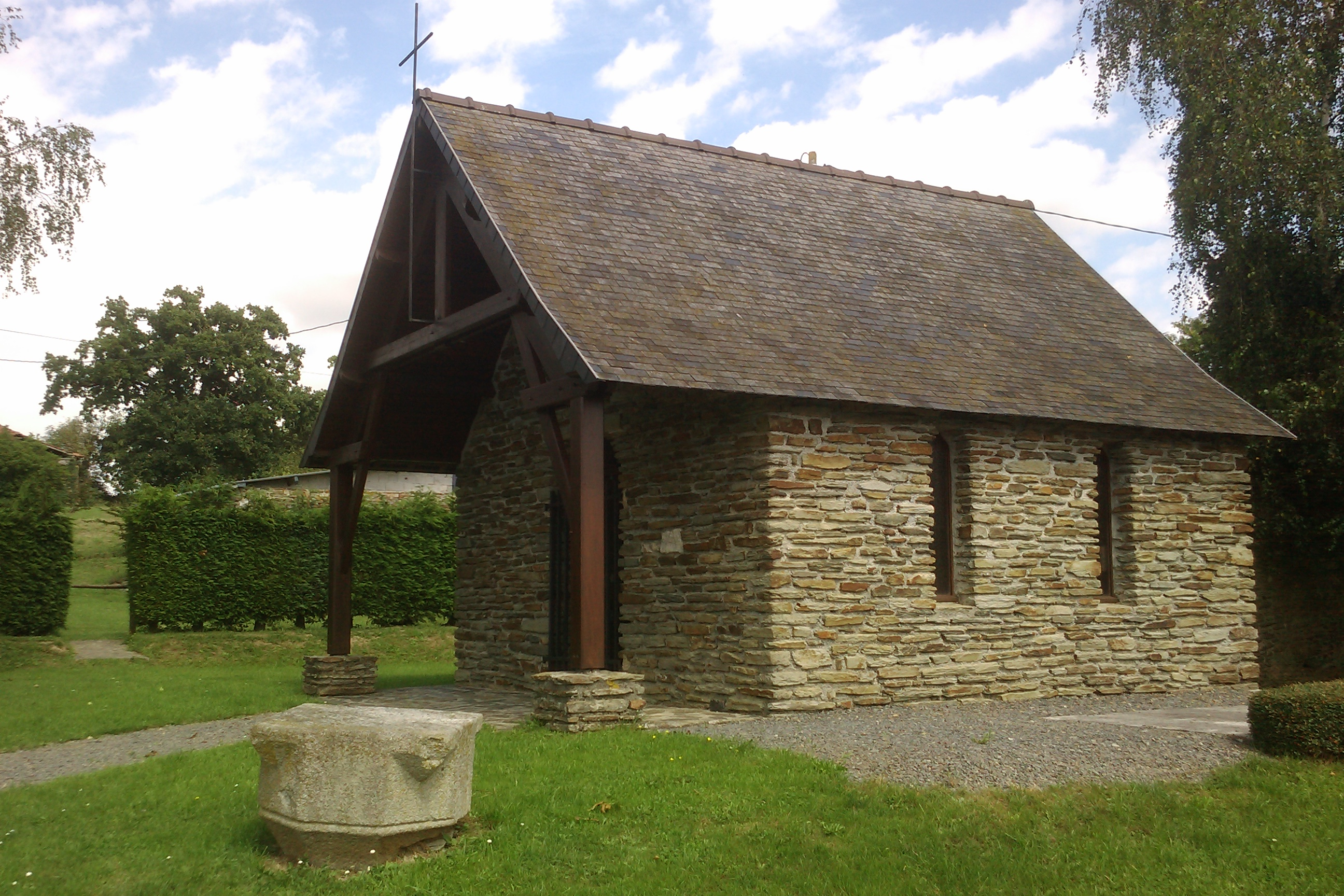
Capella dedicada al sant al seu poble natal